# Nacktschwanz-Baumstachelratte
Die Nacktschwanz-Baumstachelratte (Leiuromys occasius) ist ein im nordwestlichen Südamerika verbreitetes Nagetier in der Familie der Stachelratten. Die Art wurde bis 2018 verschiedenen anderen Gattungen, wie Kammstachelratten (Echimys), Makalata und Tüpfelbaumratten (Pattonomys) zugerechnet. Seit einer taxonomischen Studie von Emmons und Fabre bildet sie die monotypische Gattung Leiuromys. Der Gattungsname ist aus den altgriechischen Worten leios (weich/blank) und uros (Schwanz) zusammengesetzt.

## Merkmale
Mit einer Kopf-Rumpf-Länge von 211 bis 218 mm und einer Schwanzlänge von 220 bis 225 mm ist das Tier eine mittelgroße Stachelratte. Es sind etwa 37 mm lange Hinterfüße und ungefähr 15 mm lange Ohren vorhanden. Gewichtsangaben liegen nicht vor. Typisch für das oberseitige Fell sind viele eingemischte Stacheln, die am Hinterteil am häufigsten auftreten. Braune Stacheln und Deckhaare bilden mit der rotbraunen Unterwolle ein gesprenkeltes Muster. Oberseits besitzen einige Stacheln rosa Spitzen und manche Stacheln an den Flanken sind grau. Die Unterseite ist cremefarben mit Tendenzen zu orange. An der Kehle und am Bauch kann fast weißes Fell vorkommen. Trotz des Namens sind feine kurze Haare auf dem glänzenden Schwanz vorhanden, die jedoch unscheinbar sind. Das Fell des Körpers reicht ein bis zwei Zentimeter auf den Schwanz. Auf dem Kopf sind die Stacheln durch Borsten ersetzt. Weibchen besitzen vier Zitzen im Leistenbereich. An den Vorderseiten der Füße überdecken graue Haarbüschel die Krallen. Kennzeichnend sind molare untere Zähne, die in der Draufsicht einem M mit gebogenen Linien ähneln.
Bei den Vertretern der Gattung Amazonas-Stachelratten (Mesomys) ist die Grenze zwischen der dunklen Oberseite und der hellen Unterseite deutlicher. Die Patton-Küstenbaumratte (Phyllomys pattoni) hat rötliche Stacheln an den Flanken und sie lebt weiter östlich.

## Verbreitung und Lebensweise
Diese Stachelratte lebt östlich der Anden in Ecuador und im nördlichen Peru. Sie erreicht vermutlich eine Höhe von 1300 Metern. Fast alle Funde stammen dagegen aus dem Flachland zwischen 120 und 575 Meter Höhe. Die Nacktschwanz-Baumstachelratte bewohnt tropische Regenwälder und vermutlich angrenzende Bergwälder. Aufgrund der Ähnlichkeit zu den Tüpfelbaumratten wird eine kletternde und nachtaktive Lebensweise angenommen. Vermutlich zählen Früchte, Pflanzensamen und andere Pflanzenteile zur Nahrung.

## Gefährdung
Aufgrund fehlender Informationen zur Größe der Population und zu möglichen Bedrohungen wird die Art von der IUCN mit unzureichende Datenlage (data deficient) gelistet.